# Sfida oltre il fiume rosso
Sfida oltre il fiume rosso (The Last Challenge) è un film western del 1967 diretto da Richard Thorpe. È ispirato al romanzo Pistolero's Progress di John Sherry (1966).

## Trama
1877. Dan Blaine è un ex-pistolero che, dopo aver scontato cinque anni in un penitenziario per aver rapinato una banca, ha messo la testa a partito ed è addirittura diventato sceriffo della cittadina di Suwora, nell'ovest degli Stati Uniti. Qui se l'intende con la bella Lisa Denton, titolare del saloon (ed anche bordello) della città. Quando Lot McGuire, un giovane esaltato dalla pistola facile, decide di sfidare a duello Dan, Lisa cerca in tutti i modi di dissuaderlo dall'accettare. Così, quando Ernest Scarnes, già compagno di prigione di Dan ed ora libero ma a corto di quattrini, tenta di ricattare Lisa minacciandola di rivelare in paese che Dan è un avanzo di galera, la ragazza lo allontana in malo modo informandolo che tutti i cittadini conoscono già il passato di Dan. Successivamente ci ripensa e assolda Scarnes per uccidere Lot.
Scarnes tende un agguato a Lot, ma gli ammazza solo il cavallo. Lot, giovane ma già piuttosto esperto, riesce ad aggirare e a ferire mortalmente Scarnes che, in punto di morte, rivela alla sua mancata vittima che la mandante dell'agguato è Lisa. Lot rientra in paese montando il cavallo di Scarnes, mentre si diffonde la notizia dell'attentato, e Dan pretende che l'indomani mattina di buon'ora i due si rechino insieme sul luogo dell'agguato. Qui si accorgono che al cadavere di Scarnes è stato tolto lo scalpo e, subito dopo, vengono assaliti da sei indiani fuoriusciti (e ricercati) dalla loro riserva. Più che agli scalpi dei due, essi mirano alla fiasca di whiskey di Dan, il quale la concede, ben sapendo che si ubriacheranno presto. Così succede: i sei perdono conoscenza e, mentre Lot e Dan si affrettano a legarli, uno di essi si sveglia improvvisamente e cerca di accoltellare Dan, intento a legare uno di loro, ma Lot se ne accorge e lo neutralizza, salvando così la vita a Dan. I due rientrano in paese con i sei indiani legati sui loro cavalli. Lot va a chiedere spiegazioni a Lisa che, dopo aver negato di essere la mandante dell'attentato, ammette e cerca di convincere Lot a non proporre la sua sfida a Dan, ma inutilmente.
Lisa prende personalmente l'iniziativa e si procura una piccola rivoltella per uccidere Lot, ma Dan, avvisato dalla domestica di Lisa, accorre a disarmarla e le fa confessare di aver assoldato Scarnes.
La resa di conti ha luogo nel saloon di Lisa, dove la sfida ha il suo epilogo: Dan ha la meglio su Lot e lo uccide. L'indomani Dan getta cinturone e rivoltella nella fossa dove viene sepolto Lot e se ne va dal paese lasciando in lacrime la ragazza.